# Мілітаризований міждержавний конфлікт
Мілітаризовані міждержавні конфлікти (ММК/MID) — конфлікти між державами, які не пов'язані з повномасштабною війною. Конфлікт описується як ММК, якщо він став причиною менше, ніж 1000 смертей, та в якому застосовується певна військова сила. Водночас такий конфлікт може бути простою демонстрацією військової потужності без людських жертв. Згідно з цим визначенням, починаючи з 1816 року відбулося більш як 2000 мілітаризованих міждержавних конфліктів.
До них відносяться будь-які конфлікти, в яких одна чи більше держав погрожують, демонструють або застосовують силу проти однієї чи кількох інших держав. Вони можуть варіюватися за інтенсивністю від погроз силою до реальних боїв, окрім війни. MID складається з послідовності пов'язаних мілітаризованих інцидентів, усі, крім першого, є наслідком або відповіддю на попередній мілітаризований інцидент. Ініціатор війни не обов'язково повинен бути тим самим, що ініціатор попереднього MID, оскільки MID може бути розпочато демонстрацією сили, тоді як ініціатор війни починає фактичний бій. За цим визначенням у проекті Correlates of War було виявлено понад 2400 MID з 1816 по 2014 рік.
Наприклад, хоча [[2003] вторгнення в Ірак коаліції під керівництвом Сполучені Штати можна було б вважати повномасштабною війною, бомбардування та суперечки, пов'язані з американськими, Британським і (до 1996) французьким контролем над Іракською забороненою для польотів зоною у 1990-х роках описано Френком Wayman as MID.

## Дослідження
Деякі результати дослідження MID:
- Дослідження з використанням безперервного вимірювання демократії показують, що найдемократичніші нації мають кілька MID одна з одною. Тривають дебати щодо того, чи найбільш авторитарні чи гібридні режими мають найбільше MID[7].
- Якщо розглянути ці MID більш детально, суперечки між демократичними країнами в середньому викликають більше ворожості, але менш імовірно, що вони залучатимуть треті сторони, ворожість менш імовірно буде взаємною, коли взаємна відповідь зазвичай пропорційна провокації, і суперечки з меншою ймовірністю призведуть до втрати життя[8].
- Стійке мілітаризоване змагання між демократичними державами трапляється рідко. Після того, як обидві держави-учасниці конфлікту стали демократичними, імовірність MID між ними зменшується протягом року, і вона зменшується майже до нуля протягом п'яти років[9].
- Демократії іноді нападають на недемократії. У багатьох попередніх роботах було виявлено, що демократії загалом є такими ж войовничими, як і недемократії, але згідно з кількома нещодавніми документами демократії загалом дещо менше беруть участь у війнах, рідше ініціюють війни та MIDs, ніж недемократії, і частіше прагнуть досягти результатів переговорів[10].
- Більшість MID за демократичними країнами з 1950 року стосуються чотирьох країн: Сполучені Штати, Великобританія, Ізраїль та Індія[11].
- MID між західними демократіями відбуваються значною мірою на морській території, а не на сухопутній.[12]